# Fàtima Bosch i Tubert
Fàtima Bosch i Tubert (Figueres 4 de novembre de 1957) és una bioquímica catalana experta en l'estudi de les causes i tractament de la diabetis mellitus.

## Trajectòria
Des de l'any 1998 és catedràtica del Departament de Bioquímica i Biologia Molecular de la Universitat Autònoma de Barcelona, on dirigeix el Centre de Biotecnologia Animal i Teràpia Gènica (CBATEG) des de la seva creació el 2003. Ha publicat més de 100 treballs de recerca, és investigadora principal en nombrosos projectes d'investigació científica i l'any 1992 va cofundar la Societat Europea de Teràpia Gènica.
Ha estat presidenta de la Societat Espanyola de Teràpia Gènica i Cel·lular (2007-2009), vicepresidenta de l'Associació Europea per a l'Estudi de la Diabetis (EASD, 2009-2012), i editora associada de la revista Human Gene Therapy, especialitzada en el camp de la teràpia gènica. És membre expert en dopatge genètic de l'Agència Mundial Antidopatge.
Cal destacar la seva contribució a la recerca en el camp de la transferència gènica, a l'estudi de la fisiopatologia de la diabetis mellitus en models d'animals transgènics i a la teràpia gènica per a aquesta malaltia. El grup de recerca que dirigeix Bosch ha ideat una teràpia gènica que aconsegueix revertir la diabetis mellitus tipus 2 en ratolins obesos i diabètics. Ho han aconseguit fent arribar al fetge, teixit adipós o múscul dels ratolins malalts una proteïna (FGF21) que contraresta les alteracions metabòliques que pateixen ells ratolins afectats. La transferència dels gens fins a les cèl·lules es fa mitjançant vectors derivats de virus als quals han extret els seus gens i els han introduït el gen que codifica la proteïna FGF21.

## Distincions i premis
- 1995. Premi Rey Don Juan Carlos I a la Recerca Científico-Tècnica.[8]
- 1998. Premi Francisco Grande Covián a la trajectòria científica en investigació en Nutrició de la Societat Espanyola de Nutrició Bàsica Aplicada.
- 2002. Medalla Narcís Monturiol de la Generalitat de Catalunya al mèrit científic i tecnològic.
- 2005. Creu de Sant Jordi.
- 2006 Premi Alberto Sols d'Investigació Bàsica Senior de la Sociedad Española de Diabetes.
- 2012 ICREA Academia.[9]
- 2015 Premi de Recerca Fundació Dr. Antoni Esteve atorgat a Fàtima Bosch i el seu equip de recerca.[10]
- 2019 Premi eWoman Empordà a la trajectòria professional.[11]